# 宮ヶ瀬ダム

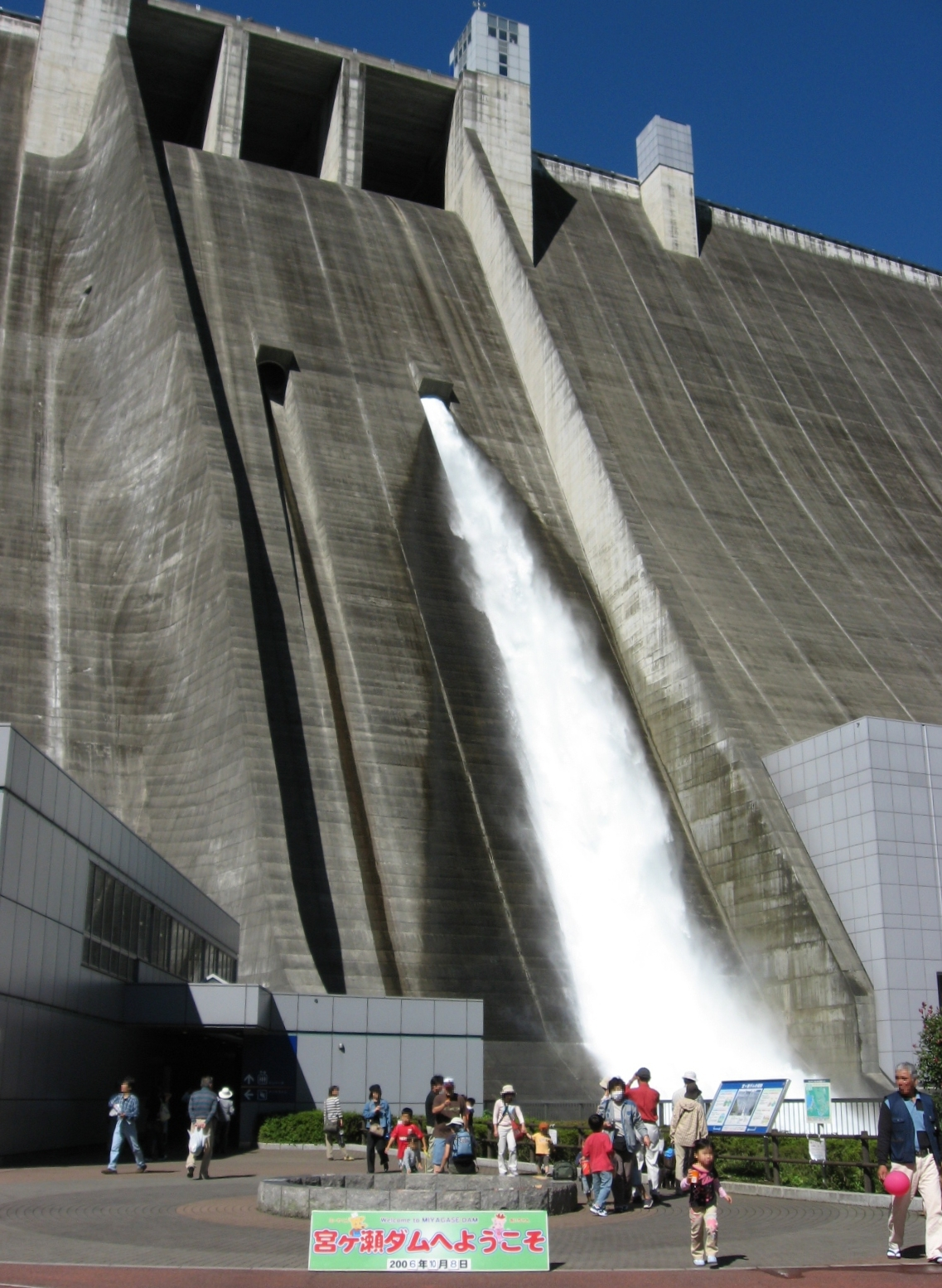
放流中のダム

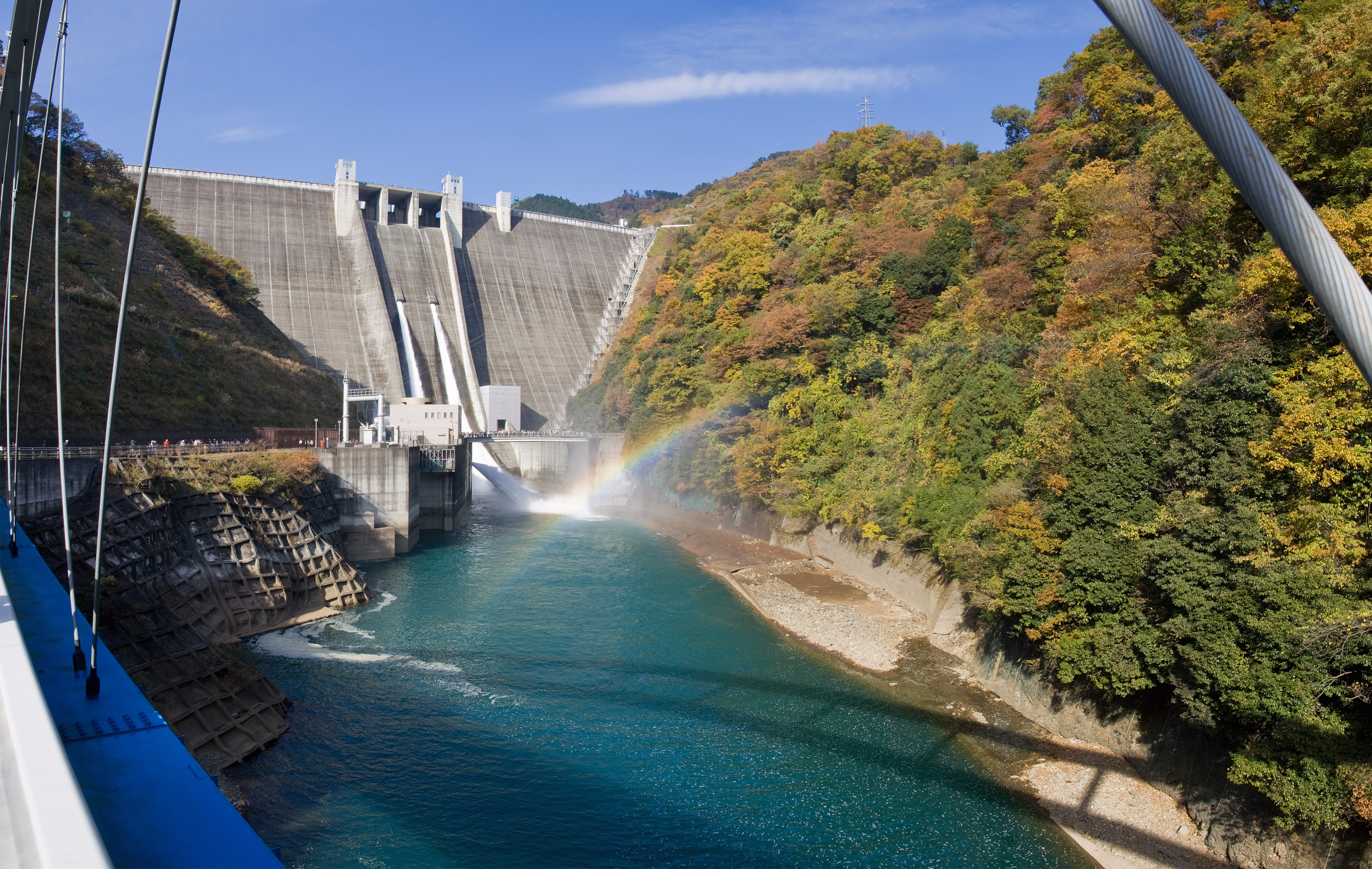
観光放流中のダム（2008年11月撮影）

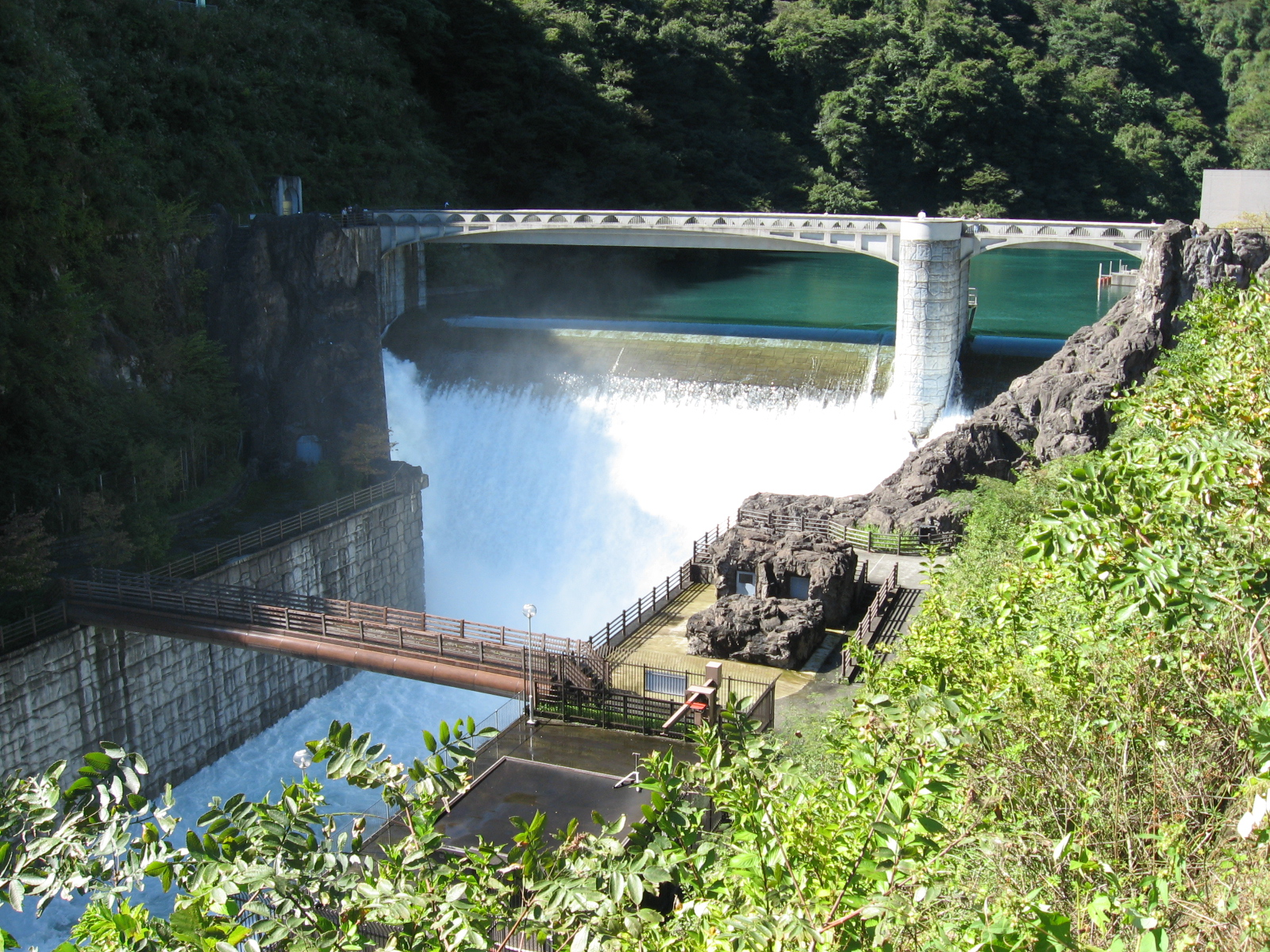
宮ヶ瀬副ダム（石小屋ダム）

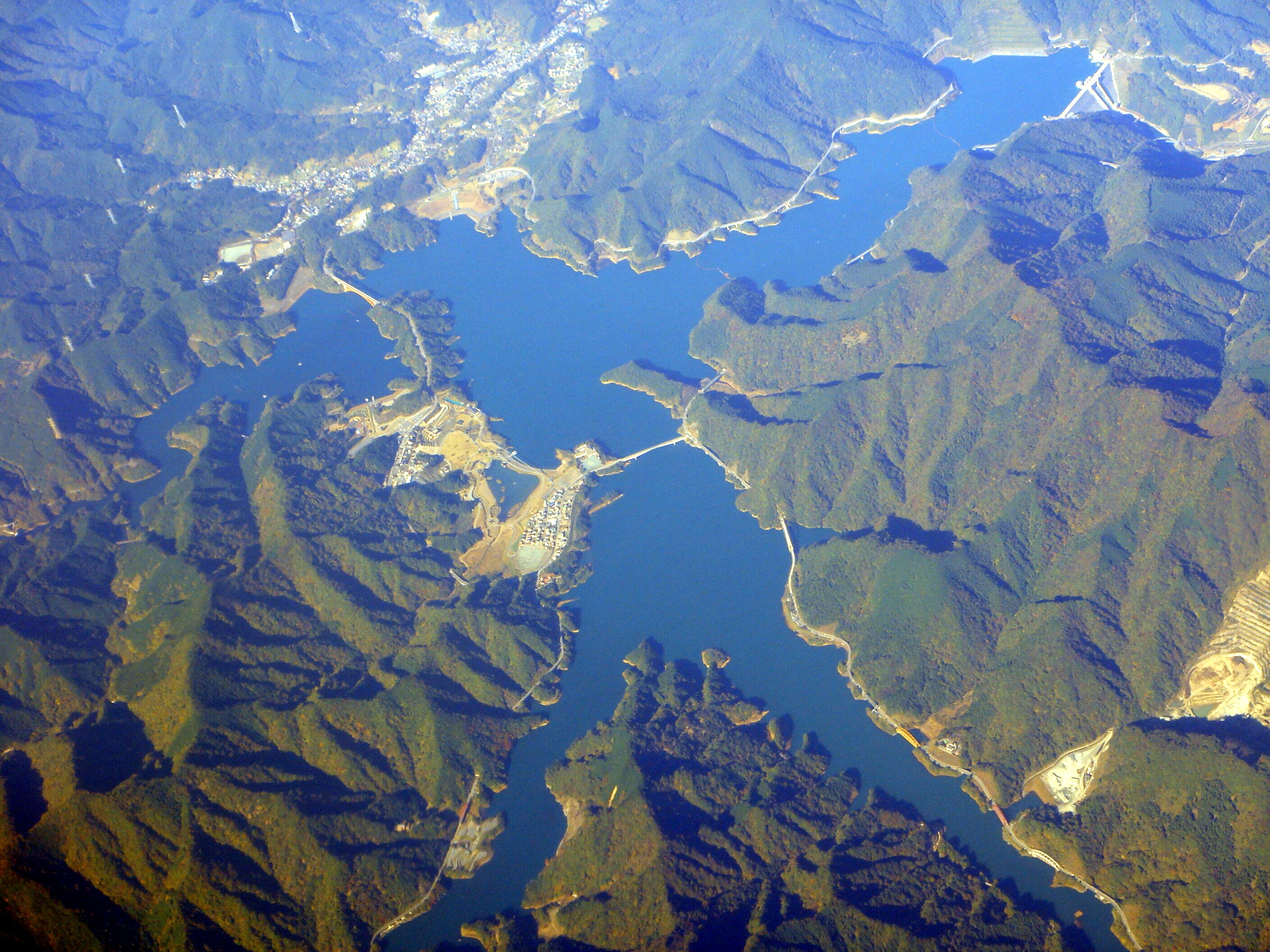
宮ヶ瀬湖

宮ヶ瀬ダム（みやがせダム）は、日本の神奈川県に位置する、一級水系 相模川水系中津川に建設されたダム。愛甲郡愛川町半原、相模原市緑区青山、愛甲郡清川村宮ヶ瀬という、神奈川県の3市町村に跨る地域に所在する。形成されたダム湖は宮ヶ瀬湖という。2000年（平成12年）竣工の重力式コンクリートダムで、治水を主とする特定多目的ダム。

## 沿革
日本で早期から河川総合開発事業が展開された相模川では1947年（昭和22年）に相模ダムが完成し、1965年（昭和40年）には城山ダムも完成した。だが、その後も相模川流域では人口の増加が進行し、上水道や工業用水道の需要は2ダム完成後も供給が追いつかない状態にあった。更に元来氾濫原であった地域への宅地化の進行は相模川の治水安全度を低くし、水害の際には大きな被害が予測されたが堤防の建設や川幅拡幅は用地の取得が困難であった。加えて東海道新幹線や東名高速道路といった日本の大動脈が開通するにおよび、万全の治水対策が求められるようになった。
神奈川県内の相模川水系では流域面積の大きい中津川は、合流点より下流に厚木市などの人口密集地帯があり、特に治水の重要性が指摘されていたことからダムによる洪水調節が計画された。当初は「中津川ダム」として計画されていたが、計画の拡大により「宮ヶ瀬ダム」と称されるようになった。1969年（昭和44年）に建設省（現・国土交通省）が「宮ヶ瀬ダム建設計画」を発表し、ダム建設のための予備調査が開始され、2年後の1971年（昭和46年）より特定多目的ダム事業としてスタートした。堤高156.0mの重力式コンクリートダム、総貯水容量約2億トンという首都圏最大のダム計画は難航する補償交渉を経て、「21世紀への贈り物」というキャッチフレーズ通り、計画発表から31年後の2000年（平成12年）12月に完成を迎えた（12月2日に竣工式を実施）。関東地方では奈良俣ダム（楢俣川・158.0m）に次ぐ高さで浦山ダム（浦山川・156.0m）と並び、総貯水容量は奥多摩湖（小河内ダム）や奥利根湖（矢木沢ダム）に次ぐ関東屈指の大ダムである。
2019年（令和元年）10月12日、令和元年東日本台風（台風19号）による降雨の影響で運用開始後初めての異常洪水時防災操作（緊急放流）が検討された。

## 目的
ダムの目的は中津川・相模川中下流部の洪水調節、沿岸農地への慣行水利権分の農業用水補給・中津川における河川生態系保全のための河川維持放流を目的とした不特定利水、横浜市・川崎市・相模原市等神奈川県全体の2/3の地域、県人口の90%への上水道供給、直下流に併設された神奈川県企業庁の愛川第一発電所による最大出力24,000kWの水力発電である。
また、ダム湖である宮ヶ瀬湖から相模川、道志川へと水路で接続されている（相模導水）。相模ダム（相模湖）・城山ダム（津久井湖）・道志ダム（奥相模湖）と連携した管理運営を図ることによって、貯めることができずそのままでは無効放流で無駄になっていた水を宮ケ瀬湖で貯水することにより水資源を確保することが目的である。
直下流には宮ヶ瀬ダムから放流した水を調整し、下流への水量を安定化させ急激な増水を防ぐ為の逆調整ダムとして宮ヶ瀬副ダムが建設されている。副ダムは別名石小屋ダムと呼ばれており、神奈川県立あいかわ公園の敷地に程近い場所にある。洪水調節の他、愛川第二発電所による水力発電（1,200kW）を行う。

## 補償
総事業費は、完成当時にして約3,970億円であり、日本では最大級のダム事業である。1971年（昭和46年）にダム計画が正式に発表されたが、ダム建設によって300戸が水没することから当時より猛烈な反対運動が持ち上がった。これ以後補償交渉は長期化を余儀なくされたが、1977年（昭和52年）3月28日には水源地域対策特別措置法の第9条指定ダムとして指定され、補償費国庫補助の嵩上げ対象となった。
最終的には城山ダム建設時の補償内容と同様に代替地造成による補償内容で交渉は妥結した。移転先としてダム上流部の宮の平地区の他、厚木市宮の里や相模原市に代替造成地を建設。宮ヶ瀬小・中学校を始め公民館、消防施設（倉庫2か所・消防水利10か所）、JA出張所などの公共施設、県道13.5kmの整備等を行い住民・地域の生活再建を図った。なお、清川村・津久井町（当時）・愛川町の3町村で移転を余儀なくされた住民は1,136名である。移転した住民の1人には当時小学1年生で、後にプロ野球選手として活躍した多村仁志がいる。
ダムの計画発表から完成までの歴史は以下の通りである。
| 年     | 月   | 出来事 |
| ------ | ---- | --- |
| 1969年 | 9月  | 建設省、「宮ヶ瀬ダム建設計画」発表。予備調査を開始する。                                                                                          |
| 1971年 | 4月  | 実施計画調査着手。「建設省関東地方建設局宮ヶ瀬ダム調査事務所」開設。                                                                              |
| 1974年 | 4月  | 建設事業着手。調査事務所を「建設省関東地方建設局宮ヶ瀬ダム工事事務所」と名称変更。                                                                |
| 1976年 | 8月  | 用地測量のための「一筆調査」が開始される。 |
| 1977年 | 3月  | 水源地域対策特別措置法の「第9条等指定ダム」に指定される。                                                                                         |
| 1978年 | 12月 | 「宮ヶ瀬ダム建設事業基本計画」、官報に告示される。                                                                                                |
| 1981年 | 8月  | 清川村と愛川町の水没住民との補償交渉が妥結する。                                                                                                  |
| 1983年 | 1月  | 津久井町の水没住民との補償交渉が妥結する。 |
| 1984年 | 6月  | ダムサイト建設地点の地権者との補償交渉が妥結し、ダム建設に伴う補償交渉が全て妥結する。                                                            |
| 1986年 | 11月 | 神奈川県企業庁電気局による水力発電事業が計画に加えられ、基本計画変更。                                                                            |
| 1991年 | 10月 | 宮ヶ瀬ダム本体コンクリート打設開始。 |
| 1994年 | 11月 | 本体コンクリート打設完了。 |
| 1995年 | 1月  | 宮ヶ瀬副ダム（通称：石小屋ダム）コンクリート打設開始。                                                                                            |
| 1995年 | 10月 | 宮ヶ瀬ダムの試験湛水が開始される。 |
| 1996年 | 4月  | 神奈川県道514号宮ヶ瀬愛川線の付け替え工事が完成し、全ての道路付け替えが完成する。                                                                 |
| 1996年 | 12月 | 宮ヶ瀬副ダムの試験湛水が開始される。 |
| 1997年 | 3月  | 宮ヶ瀬副ダムの試験湛水が終了する。 |
| 1997年 | 4月  | 神奈川県企業庁、愛川第一・第二発電所の営業運転を開始する（水力発電目的のダム暫定運用開始）。                                                      |
| 1998年 | 6月  | 宮ヶ瀬ダム湖（宮ヶ瀬湖）が満水位に達し、試験放流が行われる。                                                                                      |
| 1998年 | 9月  | 第53回国民体育大会のカヌー競技会場として宮ヶ瀬湖が選ばれ、開催される。                                                                            |
| 1998年 | 11月 | 宮ヶ瀬ダムの試験湛水が終了する。 |
| 1999年 | 4月  | 城山ダムへ導水する「津久井導水路」の導水事業開始（上水道目的のダム暫定運用開始）。                                                                |
| 2000年 | 12月 | 宮ヶ瀬ダム・宮ヶ瀬副ダムの工事が全て終了し、竣工する。                                                                                            |
| 2001年 | 1月  | 省庁再編により、建設省が「国土交通省」と組織再編される（地方建設局は「地方整備局」と改称）。                                                      |
| 2001年 | 3月  | 道志川の道志ダム（奥相模湖）との間で相互に導水する「道志導水路」の導水事業開始。                                                                  |
| 2001年 | 4月  | 宮ヶ瀬ダム・宮ヶ瀬副ダムの運用が開始され、管理業務へ移行される。 事務所名が「国土交通省関東地方整備局相模川水系広域ダム管理事務所」と改称される。 |

## 観光

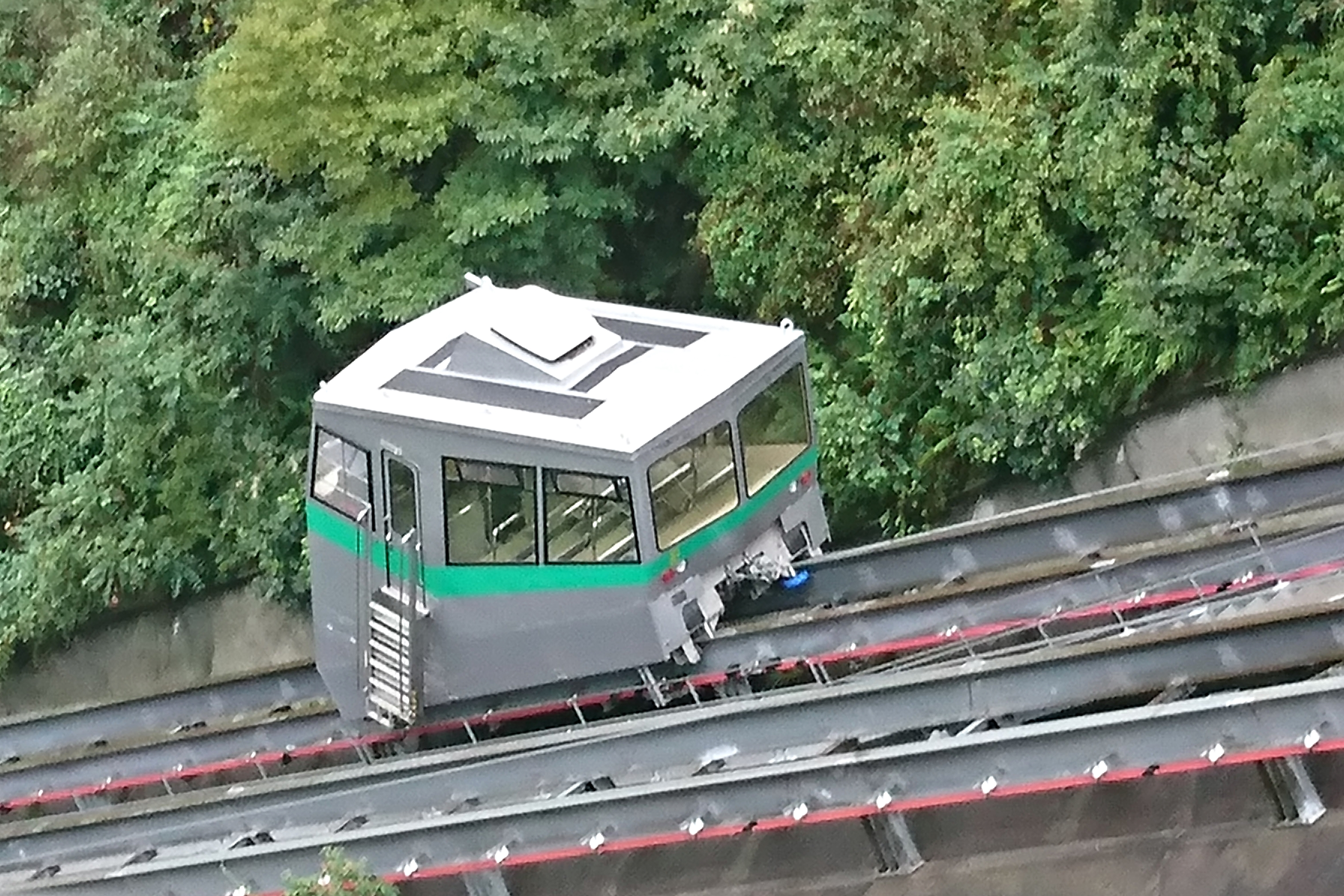
宮ヶ瀬ダムインクライン

ダムは完成以後地域の観光拠点としても整備されている。首都圏から50km圏内の近距離にあることから、直下流にある神奈川県立あいかわ公園と共にピクニックなどが行える行楽地として、週末・祝日になると観光客が多く訪れる。
国土交通省の相模川水系広域ダム管理事務所は宮ヶ瀬ダムを積極的に開放して、市民へ事業に対する理解と啓蒙を図っている。ダムではインクラインを利用したダム天端と直下部を結ぶケーブルカー（鉄道事業法に準拠する正式な鉄道ではない）を設置し、ダムと下流にある神奈川県立あいかわ公園とのアクセスを促している。また、4月から11月の毎週水曜日、第二・第四金曜日、第二日曜日には宮ヶ瀬ダムの観光放流が行われる（詳細は#外部リンクよりダム管理事務所のサイトを参照）。高さ100m付近にある常用洪水吐きの2門のゲートから豪快な放流が4分間、1日2回行われる（午前11時 - 11時6分、午後2時 - 2時6分）。この時は放流を見るために多くの行楽客がダムの真下へと訪れる。
宮ヶ瀬湖では夏の花火大会を始め、12月にはクリスマスツリーが湖畔に飾られ、夜にはイルミネーションで彩られる。湖畔の宮の平代替地には水源地域対策特別措置法の補助によって建設された「宮ヶ瀬水の郷」やビジターセンターがある他、早戸川の国際マス釣り場、中津川・布川沿岸のキャンプ場群、ダム下流のふれあい村など多くのレジャー施設が設けられている。2005年（平成17年）には財団法人ダム水源地環境整備センターが指定する「ダム湖百選」に、清川村などの推薦で選定されている。

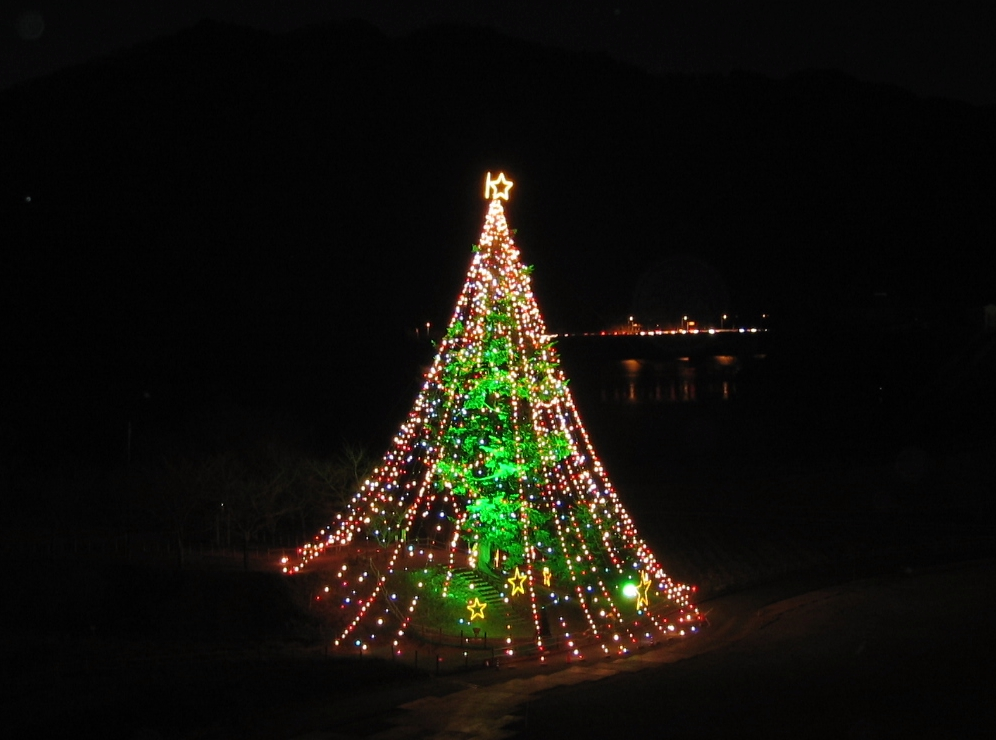
高さ30mの宮ヶ瀬湖クリスマスツリー
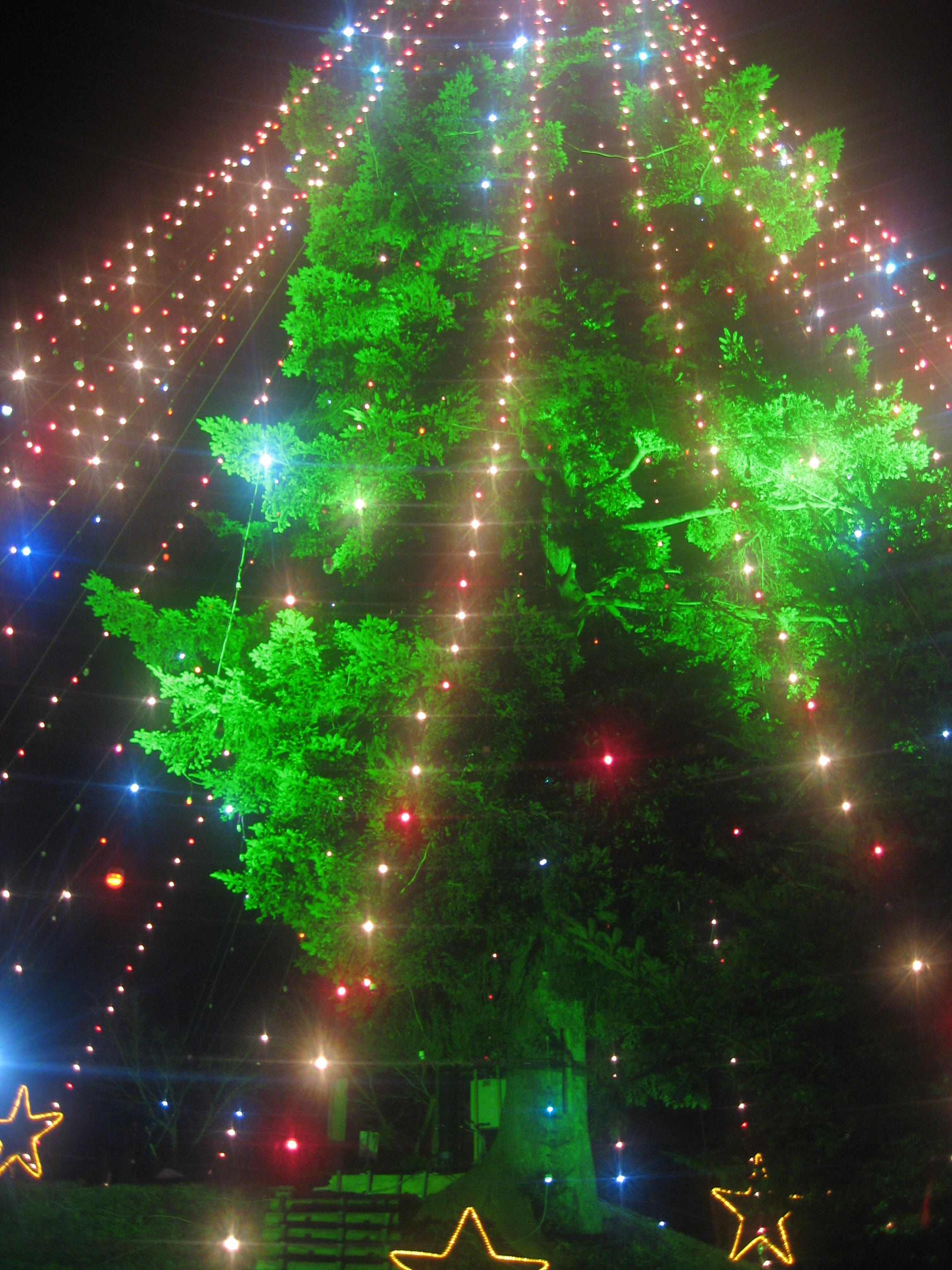
クリスマスツリーの近くによるとこのような感じ
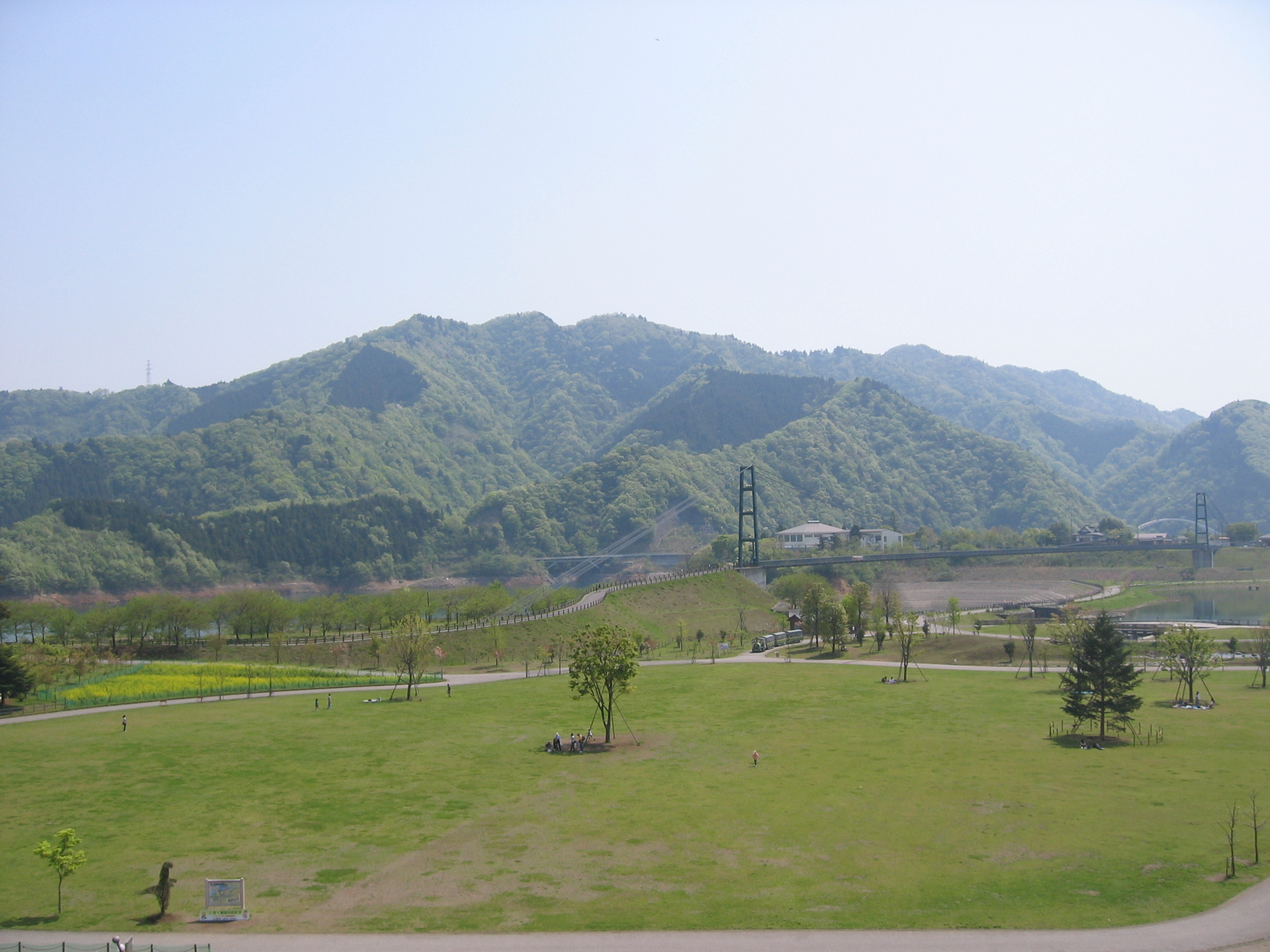
宮ヶ瀬湖畔園地のけやき広場

## ギャラリー

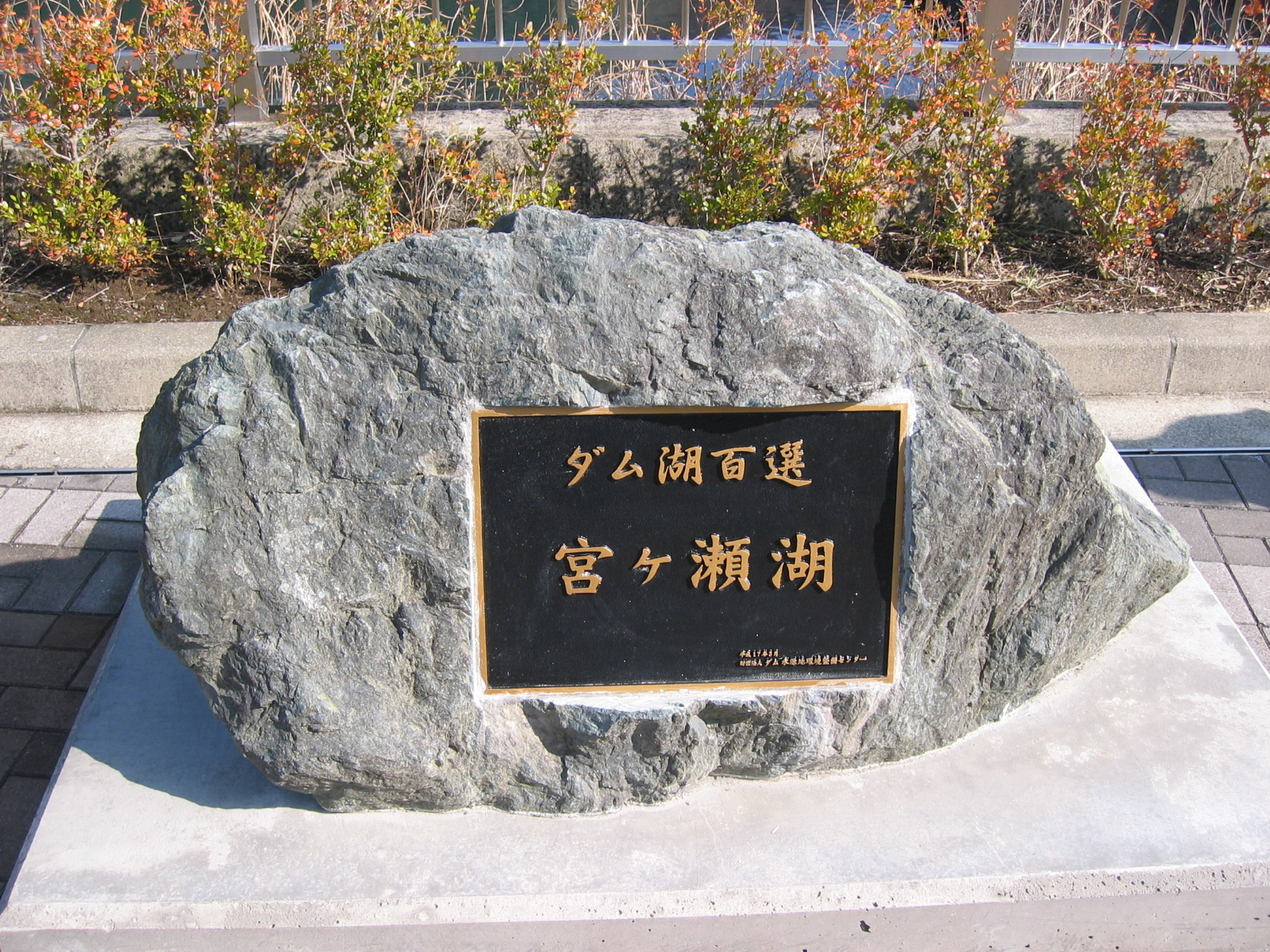
ダム湖百選の碑
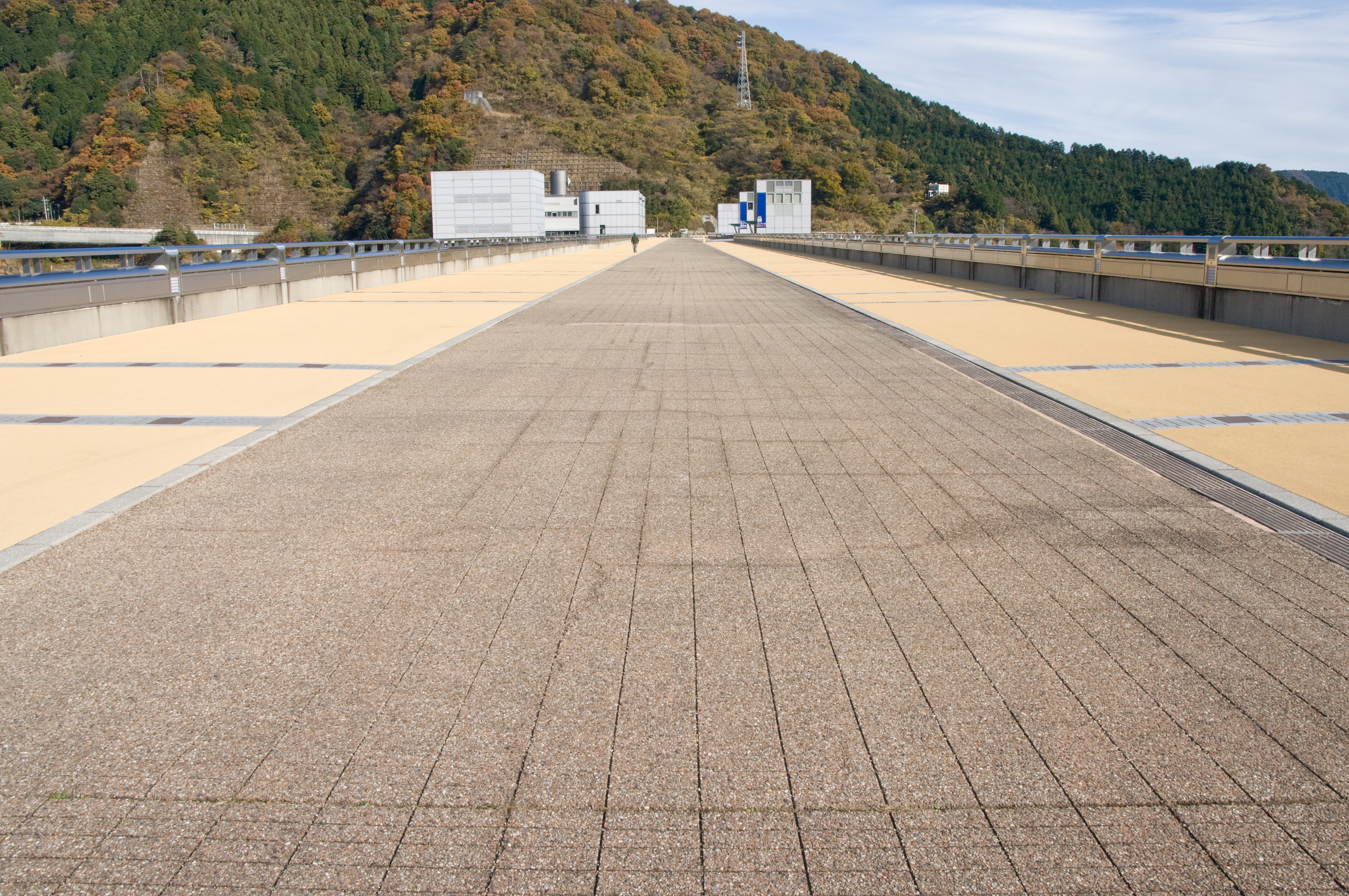
宮ヶ瀬ダムの天端
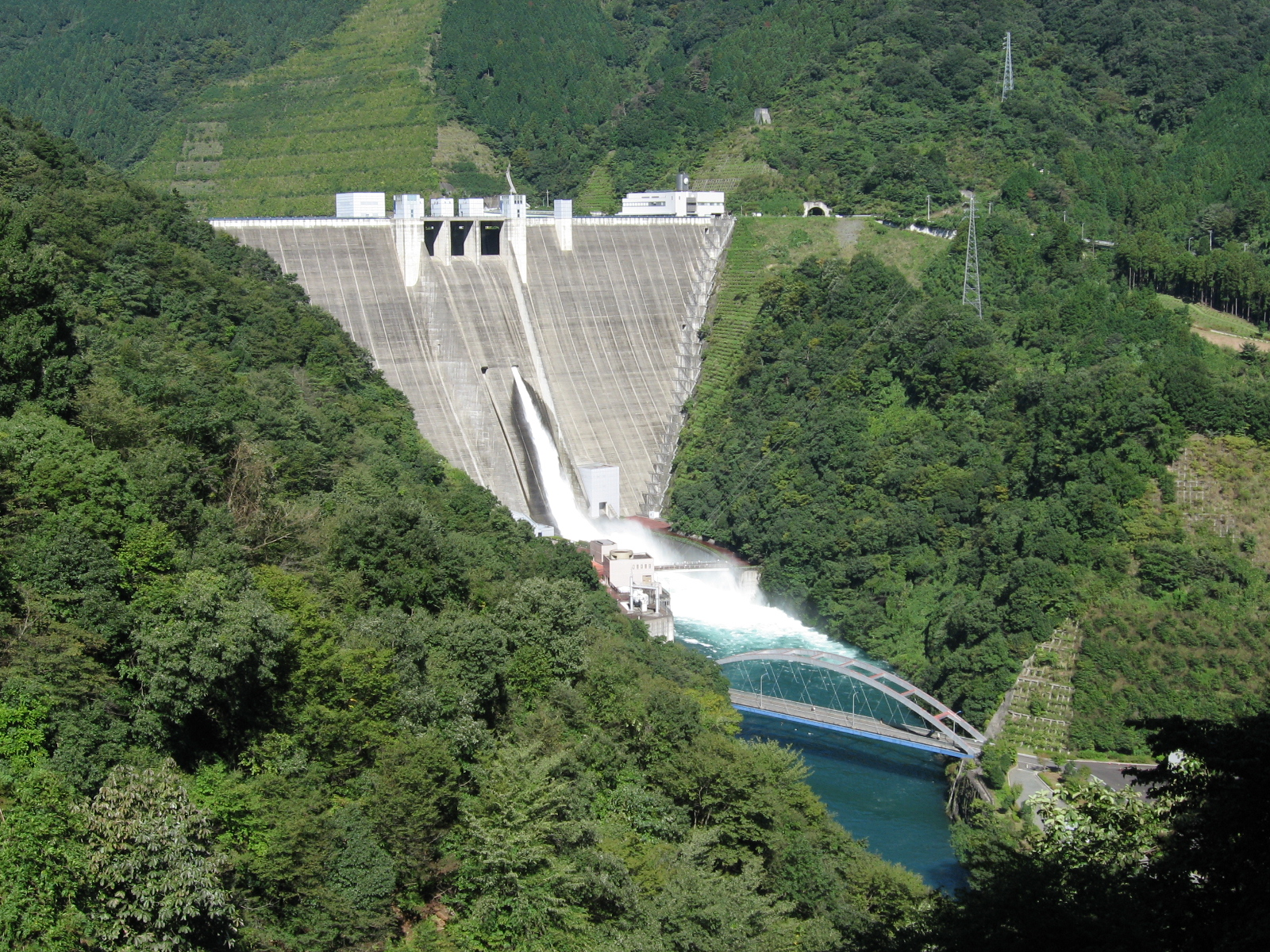
県道514号線大沢橋から
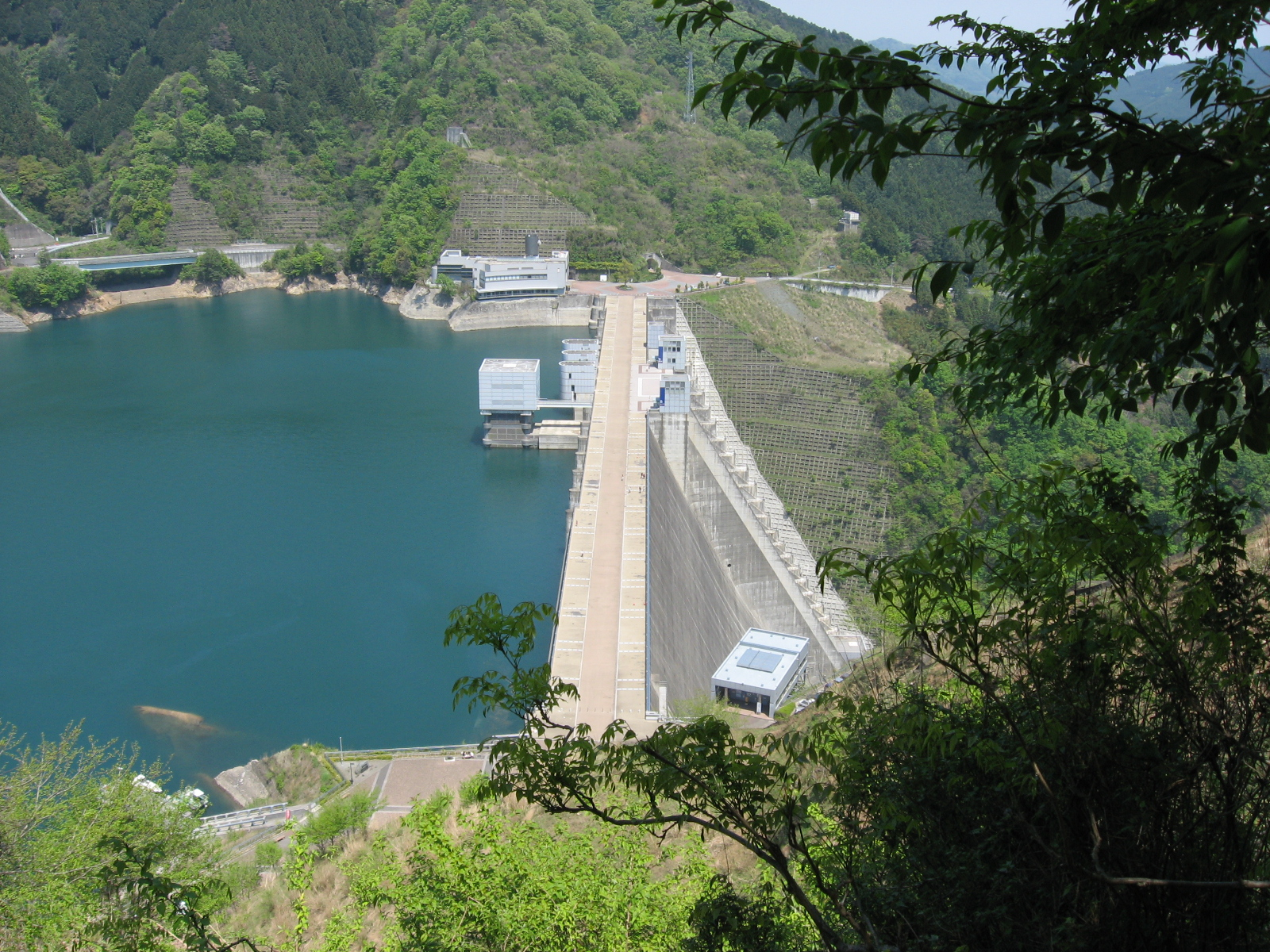
高取山中腹から

## アクセス

### 道路
- 国道412号より「半原日向」交差点をあいかわ公園方面、または国道412号「半原小入口」交差点から神奈川県道514号宮ヶ瀬愛川線を進みダム方面へ曲がる。
- 神奈川県道64号伊勢原津久井線（宮ヶ瀬レイクライン）を進み、「やまびこ大橋」交差点を直進して神奈川県道514号宮ヶ瀬愛川線へ入ると到着。

### 駐車場
- 神奈川県立あいかわ公園の駐車場を利用。あいかわ公園駐車場からダム直下までは約1キロ、徒歩15分程度。あいかわ公園駐車場は、平日は無料だが土日祝日・GW・夏休みは有料（1日500円）となる[5]。
- 「宮ヶ瀬ダム水とエネルギー館」駐車場（無料）は、普通車9台、大型車10台である。2018年7月から駐車場への入場待ちによる県道の渋滞や事故防止を目的として、駐車場繁忙期に限り、一般乗用車の駐車は禁止となった（対象期間：4月～11月の土曜日、日曜日、祝日。ゴールデンウィーク期間中。7月21日～8月31日）[6]。
- 注意点として、「相模川水系広域ダム管理事務所」駐車場は一般観光客の利用はできない。

### 公共交通機関
- 小田急電鉄小田原線の本厚木駅から：神奈川中央交通バスの半原行に乗車し「愛川大橋（野外センター経由のみ）」または終点「半原」下車（徒歩15〜30分程度で下流側）。または宮ヶ瀬行に乗車し終点「宮ヶ瀬」で下車（下車すぐ上流側）。
- JR横浜線・相模線・京王相模原線の橋本駅北口から：神奈川中央交通バスの鳥居原ふれあいの館行に乗車し終点「鳥居原ふれあいの館」下車。

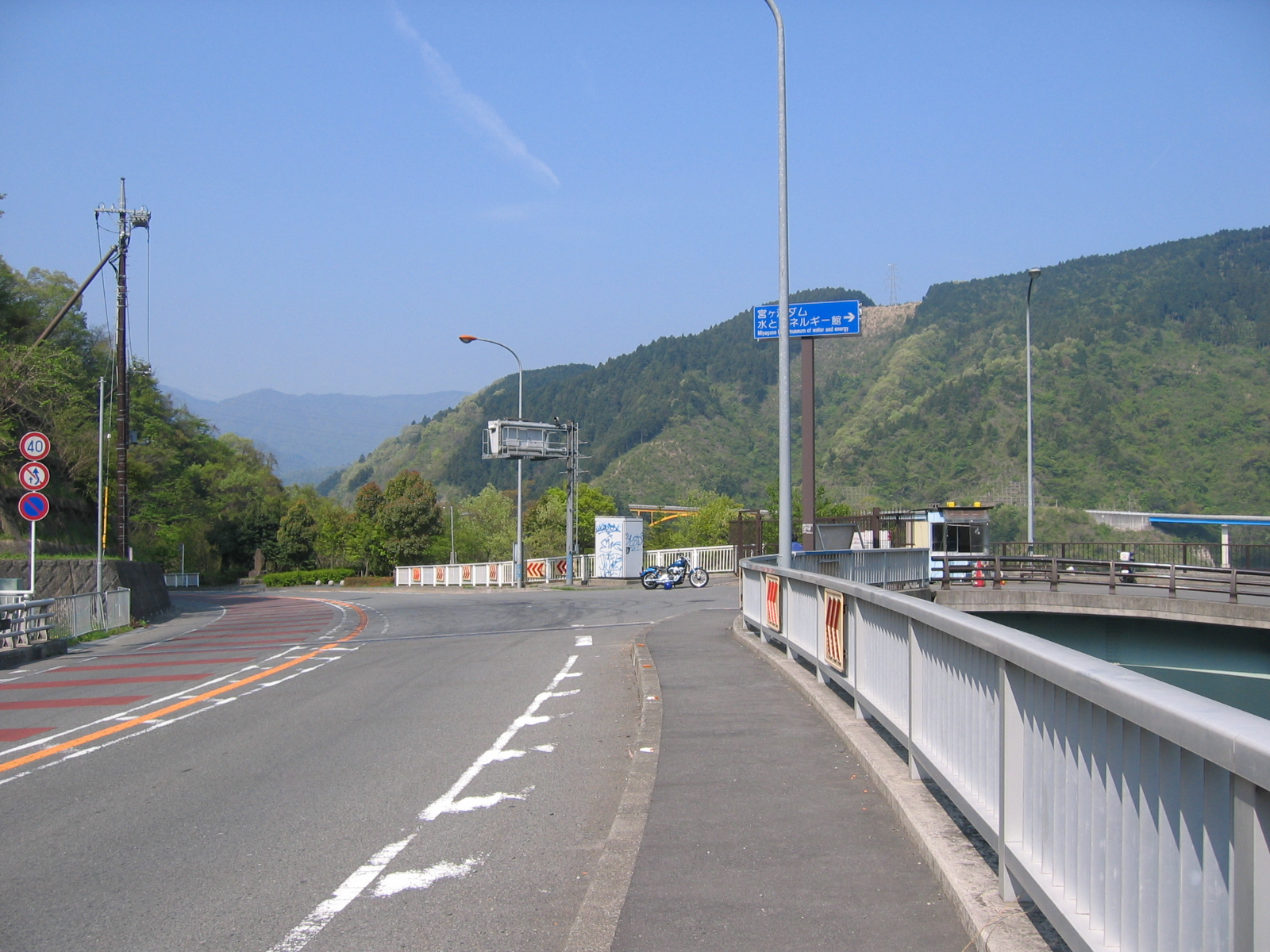
神奈川県道514号宮ヶ瀬愛川線のダム入口
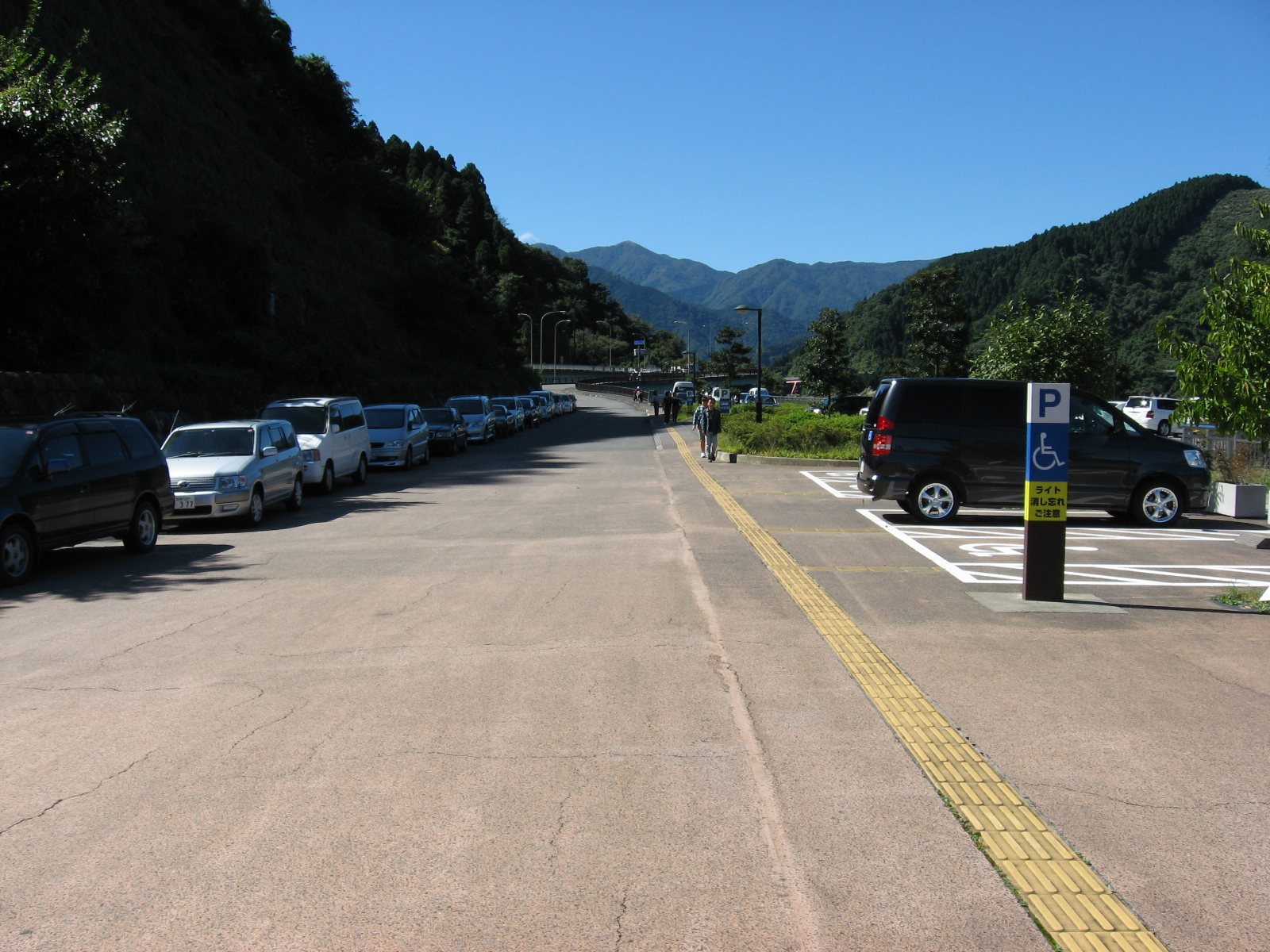
宮ヶ瀬ダム駐車場

## 宮ヶ瀬ダムが登場する作品

### 漫画
- 『ダムマンガ』（井上よしひさ）

### 特撮
- 『ウルトラマンネクサス』にて、地球解放機構「TLT」（ティルト）の基地「フォートレスフリーダム」として宮ヶ瀬ダムが登場している。ダムの壁面が3カ所下方支点式に開き、戦闘機が発進するというCG演出がされている。
- 『ウルトラマンメビウス』にて、第46話｢不死身のグローザム｣に登場。
- 『ウルトラマンZ』にて、第9話「未確認物質護送指令」に登場。
- スーパー戦隊シリーズの『百獣戦隊ガオレンジャー』、『獣拳戦隊ゲキレンジャー』に登場。ゲキレンジャーでは破壊されている。